# سي دي دبليو
شركة سي دي دبليو هي شركة أمريكية متعددة العلامات التجارية تُقدم خدمات تكنولوجيا المعلومات المبتكرة، وتخدم قطاعات الأعمال والحكومة والتعليم والرعاية الصحية في جميع أنحاء الولايات المتحدة الأمريكية والمملكة المتحدة وكندا. يقع مقرها الرئيسي في فيرنون هيلز، إلينوي، ويعمل بها أكثر من 15,000 متخصص، وتدعم قاعدة عملاء متنوعة تضم 250,000 مؤسسة. بصفتها شركة مدرجة في قائمة فورتشن 500 وعضوًا في مؤشر ستاندرد آند بورز 500 ، حققت سي دي دبليو صافي مبيعات سنوية بقيمة 21 مليار دولار أمريكي في عام 2023.
بالإضافة إلى نشاطها الرئيسي، تُدير سي دي دبليو قسمًا متخصصًا، سي دي دبليو-جي، يُركز حصريًا على توفير حلول تكنولوجيا المعلومات للجهات الحكومية الأمريكية، بما في ذلك المدارس من الروضة حتى الصف الثاني عشر، والجامعات، ومنظمات الرعاية الصحية غير الربحية، والحكومات المحلية والولائية والفيدرالية. تُساعد سي دي دبليو العملاء على مواجهة تعقيدات عالم رقمي متزايد، مُعالجةً تحديات مثل الذكاء الاصطناعي، وأمن الحوسبة السحابية، وتخزين البيانات، والأمن السيبراني. تُقدم الشركة خدماتها للشركات بجميع أحجامها - من الشركات الناشئة والصغيرة إلى الشركات الكبرى - لضمان تحسين قيمة استثماراتها التكنولوجية وأمنها.

## روابط خارجية
- http://www.cdw.com/

- الموقع الرسمي للمملكة المتحدة والعالم
- الموقع الرسمي الكندي

قالب:Nasdaq-100